# 블루호스트
블루호스트(Bluehost)는 뉴폴드 디지털이 소유한 웹 호스팅 및 도메인 등록 회사이다.
블루호스트는 공유 호스팅, 워드프레스 호스팅, VPS 호스팅, 전용 호스팅 및 WooCommerce 호스팅과 전문 마케팅 서비스를 판매한다.
블루호스트는 WordPress.org의 권장 목록에 가장 오랫동안 등재된 호스팅 업체이다(2005년부터). 지난 10년간 가장 큰 20개 웹 호스트 중 하나였으며, 2010년에는 총 200만 개 이상의 도메인을 호스팅했다.

## 역사
매트 히튼은 1996년에 블루호스트를 처음 구상했다. 그러나 그는 2003년에 블루호스트에 최종 정착하기 전에 50megs.com과 0catch.com이라는 두 개의 다른 웹 호스트를 먼저 만들었다.
2009년 블루호스트는 CPU 스로틀링이라는 새로운 기능을 도입했다. CPU 스로틀링(블루호스트 및 유사 호스팅 서비스에서)은 특정 사용자가 한 번에 "너무 많은" 서버 리소스를 사용할 때 사용자 CPU 사용량을 줄이는 프로세스를 의미한다. 그 당시 블루호스트는 클라이언트 사이트의 CPU 사용량을 상당히 프리징하거나 급격히 줄였다. 이는 효과적으로 하루 종일 몇 시간 동안 블루호스트 서버에 호스팅된 클라이언트 웹사이트를 중단시켰다.
2010년 블루호스트는 Endurance International Group에 인수되었다. 2011년 6월, 회사 설립자인 매트 히튼은 자신의 블로그에서 CEO직에서 물러나 회사 호스팅 플랫폼의 설계 및 기술 구조에 집중하고, COO인 댄 핸디가 CEO를 맡을 것이라고 발표했다.
2013년 블루호스트는 VPS 및 전용 서버 호스팅을 도입했다.
2015년 1월, Endurance International Group은 마이크 올슨을 블루호스트의 CEO로 임명했고, 댄 핸디는 중소기업을 위한 전사적 모바일 개발로 이동했다.
2017년 1월, 회사는 고객 지원 개선을 위해 사업을 통합하기 위해 유타주에서 블루호스트 직원 440명을 해고할 것이라고 발표했다.
2021년, 모회사인 Endurance International Group은 Web.com과 합병하여 새로운 회사인 뉴폴드 디지털을 설립했으며, 이에 따라 블루호스트는 뉴폴드 디지털의 자회사가 되었다.
2023년 7월, 블루호스트는 AI 기반 사이트 구축 가이드를 제공하는 WonderSuite 제품을 출시했다.
오라클의 2025년 2분기 어닝 콜에서 래리 엘리슨 회장은 2025년 3월 10일 블루호스트와 HostGator의 모회사인 뉴폴드 디지털이 보안 및 성능 향상을 위해 다른 여러 회사들과 함께 오라클 클라우드로 전환하고 있다고 발표했다. 2025년 5월, 블루호스트는 오라클 클라우드에서 VPS 및 전용 서버를 출시했다.

## 논란
2009년 3월, 블루호스트는 미국 정부가 불량국가로 지정한 국가의 시민으로 추정되는 일부 고객의 웹 페이지를 검열했다는 이유로 호스팅 회사를 비난하는 뉴스위크 기사에 실렸다.
2011년 2월, 블루호스트는 서비스 약관의 '증오 또는 폭력' 조항을 인용하여, 뉴질랜드 지진의 원인을 동성애자들에게 돌리는 내용의 게시물을 올린 종교 웹사이트에 대한 수천 건의 불만을 접수한 후 서버에서 해당 웹사이트를 폐쇄했다.

## 보안 침해
2015년 3월, 블루호스트는 시리아 전자군에 의해 해킹되었다. 또한 Justhost, Hostgator, Hostmonster 및 Fastdomain 등 Endurance International Group이 소유한 모든 서비스가 해킹되었다. SEA는 이 서비스들이 테러리스트 웹사이트를 호스팅하고 있다고 주장했다. 시리아 전자군은 X에 공격 스크린샷을 게시했다.
2019년 1월, WebsitePlanet 매거진은 세계 최대 호스팅 회사인 블루호스트, DreamHost, HostGator, iPage 및 OVH에서 클라이언트 측 취약점을 발견했다. 회사는 48시간 이내에 결함을 패치했다.